# حسين عواد (لاعب كرة قدم)
حسين عواد لاعب كرة قدم جزائري من مواليد 21 أفريل 1999 م بمدينة غليزان ويلعب في مركز هجوم فريق سريع غليزان والأن ينشط مع فريق أتلتيك نادي بارادو في القسم الأول الجزائري.